# 第一克拉斯內 (哈爾科夫州)
49°56′36″N 37°45′33″E / 49.94333°N 37.75917°E
第一克拉斯內（烏克蘭語：Красне Перше）是位於烏克蘭東部的村莊，由哈爾科夫州庫皮揚斯克區的德沃里奇纳市镇負責管轄。該村始建於1925年，面積0.33平方公里，海拔高度179米，2001年人口84，人口密度每平方公里253.8人。